# Leblancov proces
Leblancov proces je bil  prvi industrijski proces za proizvodnjo sode (natrijev karbonat, Na2CO3), ki je dobil ime po svojem odkritelju  Nicolasu Leblancu in se je uporabljal do konca 19. stoletja. Proces je bil sestavljen in dveh korakov: pretvorbe morske soli (natrijev klorid, NaCl) v natrijev sulfat (Na2SO4), kateri je sledila reakcija z ogljikom in kalcijevim karbonatom (apnenec, CaCO3), ki je natrijev sulfat pretvorila v natrijev kabonat. Po uvedbi bolj gospodarnega Solvayevega postopka se je Leblancov postopek opustil.

## Zgodovina
Natrijev in kalijev karbonat (pepelika, K2CO3) sta ključni surovini za proizvodnjo stekla, gume, tekstila  in papirja. Do 19. stoletja je bil v zahodni Evropi tradicionalni vir  obeh kemikalij lesni pepel. V 13. stoletja so posekali že toliko gozdov, da proizvodnja ni bila več ekonomična in alkalije  so morali začeti uvažati. Pepeliko so uvažali iz Severne Amerike, Skandinavije in Rusije, kjer so obsežni gozdovi še obstajali. Sodo so uvažali iz Španije, Kanarskih otokov, kjer so jo imenovali barilla, in Sirije. Pridobivali so jo iz pepela rastlin, ki so uspevale na zemlji, bogati z natrijem. Soda iz pepela plantažnih rastlin je bila zmes predvsem natrijevega in kalijevega karbonata. V Egiptu so v izsušenih koritih slanih jezer kopali mineral natron, ki je naravni natrijev karbonat. V Združenem kraljestvu so sodo pridobivali iz halog, ki jih je naplavilo morje na irsko in škotsko obalo.
Leta 1783 sta kralj Ludvik XVI. Francoski in Francoska akademija znanosti ponudila nagrado 2400 liver odkritelju postopka za proizvodnjo sode iz morske soli (NaCl). Leta 1791 Nicolas Leblanc, osebni zdravnik orléanskega vojvode Ludvika Filipa II.,  patentiral postopek, ki je ustrezal razpisu. Še isto leto je v Saint-Denisu za vojvodo zgradil tovarno s kapaciteto 320 ton sode letno. Nagrade mu zaradi Francoske revolucije niso izplačali.

## Kemija
Leblancov proces je šaržen. V prvem koraku se je natrijev klorid segreval z žveplovo kislino in pretvoril v natrijev sulfat. Stranski produkt je bil vodikov klorid. Nastalo zmes produktov so imenovali slana pogača:
2 NaCl + H2SO4 → Na2SO4 + 2 HCl
Reakcijo je leta 1772 odkril švedski kemik Carl Wilhelm Scheele. Leblancovo odkritje je druga reakcija, v kateri se je slana pogača pomešala z zmletim apnencem in premogom in vžgala. V reakciji sta  nastala termodinamsko bolj ugodna soda in kalcijev sulfid. Zmes so imenovali črni pepel:
Na2SO4 + 2 C → Na2S + 2 CO2
Na2S + CaCO3 → Na2CO3 + CaS
Sodo so od črnega pepela ločili z izpiranjem z vodo in izparevanjem.  Postopek so imenovali luženje.

## Postopek
Morska sol se je prelila s koncentrirano žveplovo kislino in malo segrela, da je reakcija stekla.  Nastali vodikov klorid se je do uvedbe absorpcijskih stolpov izpuščal v ozračje. Segrevanje se je nadaljevalo, dokler ni  prenehal izhajati vodikov klorid. V nastali masi je še vedno ostalo dovolj vodikovega klorida, da bi kontaminiral kasnejše faze procesa, zato so ga izgnali z neposrednim plamenom.
Premog, ki se je uporabil v naslednji fazi, je moral vsebovati čim manj dušika, da bi v procesu ne nastajali cianidi.  Kalcijev karbonat (apnenec ali kreda) je moral vsebovati čim manj magnezijevega karbonata  (MgCO3) in kremena (SiO2). Masno razmerje med slano pogačo, kalcijevim karbonatom in premogov v šarži je bilo 2:2:1. Med žganjem je temperatura v peči dosegla 1000 °C.
Soda se je morala takoj izlužiti iz črnega pepela, ker bi se sicer sulfidi oksidirali nazaj v sulfate. Luženje je potekalo protitočno, se pravi da se je s čisto vodo lužila najbolj izlužena šarža črnega pepela, in tako naprej do najbolj sveže.
Končna lužina se je prepihala z ogljikovim dioksidom, ki je oboril kalcij in druge nečistoče in izgnal  plinasti H2S. Vsi preostali sulfidi so se  oborili z dodatkom cinkovega hidroksida. Tekočina se je ločila od oborine in izparila z odpadno toploto iz peči za žganje natrijevega sulfata. Sušilni ostanek se je ponovno raztopil v vroči vodi, iz katere so se odstranile preostale mehanske nečistoče. Iz tako očiščene raztopine je izkristaliziral skoraj čist natrijev karbonat dekahidrat (Na2CO3•10H2O).

## Zgodovina procesa
Leblanc je prvo tovarno za proizvodnjo sode postavil leta 1791 v  Saint-Denisu, severnem predmestju Pariza. Med Francosko revolucijo so leta 1794 tovarno in vse premoženje Ludvika Filipa zasegli in objavili Leblancove tehnološke skrivnosti. Napoleon I. je leta 1801 tovarno vrnil Leblancu. Zaradi pomanjkanja denarja za njeno obnovo in konkurenčnih tovarn, ki so jih medtem zgradili, je Leblanc leta 1806 naredil samomor.
Na začetku 19. stoletja je letna proizvodnja sode v Franciji znašala 10.000-15.000 ton. Še bolj kot v Franciji je bil njegov proces razširjen v Združenem kraljestvu, kjer je  prvo tovarno ustanovil industrijalec William Losh leta 1816 v Newcastlu-upon-Tyne. Zaradi izredno visokih britanskih davkov na morsko sol je bila proizvodnja do leta 1824  na robu gospodarnosti. Po ukinitvi davka se je proizvodnja izredno hitro povečala. Tovarni, ki sta jih ustanovila James Muspratt iv Liverpoolu in Charles Tennant pri Glasgowu sta bili eni od največjih na svetu. Do leta 1852 se je proizvodnja sode v Britaniji povzpela 140.000 ton, v Franciji pa na 45.000 ton letno.  V Britaniji je v 1870. letih proizvodnja znašala 200.000 ton letno, kar je bilo več kot v vseh drugih državah skupaj.

## Vpliv na okolje
Leblancov proces je zelo onesnaževal okolje. Na vsakih 8 t proizvedene sode se je proizvedlo tudi 5,5 t vodikovega  klorida in 7 t kalcijevega sulfida. HCl je bil na začetku 19. stoletja neuporaben stranski proizvod in se je zato preprosto izpuščal v ozračje. Trdni odpadki, v katerih je prevladoval CaS, so se v kupih odlagali po okoliških poljih. Med njihovim preperevanjem se je sproščal strupeni vodikov sulfid, ki ima poleg tega tudi zelo neprijeten vonj po gnilih jajcih.
Leblancova soda je zaradi svojih škodljivih stranskih produktov kmalu postala predmet sodnih tožb in zakonodaje. V obtožnici iz leta 1839 je pisalo, da je »plin iz te manufakture tako škodljive narave, da zaradi njega ovene vse zelenje, podobno smrtonosno pa vpliva tudi na zdravje in  premoženje. Zelenje v okolici je ožgano, na vrtovih pa ne uspevata niti sadje niti zelenjava.  Mnogo bohotnih dreves je začelo gniti in se posušilo. Govedo in perutnina hira in medli, pohištvo izgublja barvo, kar se dogaja precej pogosto, ljudje pa kašljajo in imajo glavobole«.  Vse težave so pripisovali proizvodnji sode.
Britanski parlament je leta 1863 izglasoval prvega od več zakonov o alkalijah, ki je bil prvi zakon o onesnaževanju zraka. Zakon je predpisoval, da se v ozračje ne sme izpustiti več kot 5 % proizvedenega HCl.  V proizvodnjo sode so zato uvedli absorpcijske kolone, napolnjene z ogljem,  v katerih so HCl protitočno razropili v vodi. Nastalo klorovodikovo kislino so izlivali v bližnje vodotoke, kar je seveda pomorilo ribe in druge vodne organizme.
Leblancov proces je sprva pomenil tudi zelo neprijetne delovne pogoje za delavce. Postopek je za dobro delovanje zahteval pogoste, tudi fizično zahtevne posege delavcev, kar je imelo za posledico pogoste stike z vročimi in škodljivimi kemikalijami. Kasneje so se pogoji nekoliko izboljšali, ker so zaradi večje gospodarnosti in bolj enakomerne kakovosti proizvoda proces delno mehanizirali.
V 1880. letih so iz klorovodikove kisline začeli proizvajati klor, ki so ga uporabljali za beljenje, iz odpadnega CaS pa so začeli proizvajati žveplo. Leblancov proces je kljub temu mnogo bolj onesnaževal okolje kot Solvayev proces.

## Zastaranje
Leta 1861 je belgijski kemik Ernest Solvay razvil bolj gospodaren in za okolje manj škodljiv postopek za proizvodnjo sode iz kuhinjske soli in apnenca. Edini stranski proizvod Solvayevega procesa je kalcijev klorid.  V 1870. letih je novi postopek že postal konkurenčen Leblancovemu in britanski industriji sode, še posebej potem, ko so leta 1874 zgradili Solvayevo tovarno v  Winningtonu pri Northwichu. Leblancov proces je ostal konkurenčen samo zaradi proizvodnje klora. Z razvojem proizvodnje klora z elektrolizo slanice je postala negospodarna tudi proizvodnja klora. Proizvodnja sode po Leblancovem postopku se zaradi častnega  sporazuma  s proizvajalci sode po Solvayevem postopku ni ukinila čez noč, ampak postopoma. Leta 1890 se je po Solvayevem postopku proizvedlo že 90 % sode. V Združenih državah Amerike so leta 1938 odkrili ogromne depozite trone (Na3(CO3)(HCO3)•2H2O ), zato so začeli proizvodnjo opuščati in leta 1986 proizvodnjo povsem ustavili. Ker Solvajev postopek zaradi dobre topnosti kalijevega hidrogenkarbonata (KHCO3) v vodi ni uporaben za proizvodnjo kalijevega karbonata (K2CO3), so ga nekaj časa in v omejenem obsegu še vedno proizvajali po Leblancovem postopku.